# Cryptus rubiginosus
Cryptus rubiginosus là một loài tò vò trong họ Ichneumonidae.